# Verchaix
Verchaix es una comuna y localidad francesa situada en la región Ródano-Alpes, en el departamento de Alta Saboya, en el distrito de Bonneville.

## Geografía
Verchaix está situada en la ribera derecha del valle del Giffre. La localidad se encuentra cercana a los grandes centros turísticos de la zona: Annecy a 60 km, Ginebra a cincuenta y Cluses a dieciocho.  

## Demografía
| 212 | 215 | 219 | 296 | 391 | 558 |
| Para los censos de 1962 a 1999 la población legal corresponde a la población sin duplicidades (Fuente: INSEE [Consultar]) |     |     |     |     |     |

## Lista de alcaldes
- 2001-2008: Yvon Denambride
- 2008-actualidad: Gérald Denambride